# Eosentomon yinae
Eosentomon yinae är en urinsektsart som beskrevs av Andrzej Szeptycki och Imadaté 1987. Eosentomon yinae ingår i släktet Eosentomon och familjen trakétrevfotingar. Inga underarter finns listade i Catalogue of Life.